# Zbór Chrześcijańskiej Wspólnoty Zielonoświątkowej w Przemkowie
Zbór Chrześcijańskiej Wspólnoty Zielonoświątkowej w Przemkowie – zbór  Chrześcijańskiej Wspólnoty Zielonoświątkowej działający w Przemkowie.

## Historia
W 1946 w Przemkowie zamieszkała rodzina ewangelicznie wierzących przesiedleńców z Czortkowa, która w późniejszych latach nawiązała kontakty ze zborem w Legnicy, a następnie w latach 60. XX wieku zaczęli oni brać udział w nabożeństwach prowadzonych przez zbór w Nowej Soli. W latach 70. XX wieku w związku z zamieszkaniem w miejscowościach w okolicy Przemkowa pojedynczych rodzin wiernych rozpoczęto organizowanie nabożeństw w różnych domach prywatnych. Nabożeństwa te odbywały się także w domu rodziny z Przemkowa i gromadziła się na nich stosunkowo liczna grupa uczestników. W 1976 Stefan Andrasz zawarł małżeństwo z członkinią tej rodziny, w związku z czym przeniósł się do miasta. W 1982 w Przemkowie został zorganizowany „Tydzień Ewangelizacyjny”, podczas którego członkowie różnych zborów prowadzili działalność ewangelizacyjną pośród mieszkańców miasta, jednak dopiero w 1991 do wspólnoty dołączyli nowi członkowie. 
Początkiem września 1991 miało miejsce pierwsze nabożeństwo zboru w Przemkowie, spotkania rozpoczęto prowadzić w domu Andraszów. W lipcu 1992 przeprowadzony został pierwszy w historii zboru chrzest, do którego przystąpiło pięć kobiet. Wiosną 1993 przez władze miejskie wspólnocie została udostępniona sala zlokalizowana przy ul. Szkolnej, gdzie nabożeństwa prowadzone były do końca 1995. Praca przemkowskiej społeczność wierzących wspierana była przez Zbór Chrześcijańskiej Wspólnoty Zielonoświątkowej w Polkowicach oraz członków innych zborów tej denominacji zlokalizowanych w okolicy.
Od początku 1996 zbór w Przemkowie wynajął od spółdzielni mieszkaniowej salę przy ul. Akacjowej 7, dokąd przeniesione zostały jego spotkania. W 2004 na Kąpielisku Miejskim w Przemkowie przez zbór w Polkowicach został zorganizowany chrzest, który przyjęły również trzy członkinie przemkowskiej wspólnoty. W połowie lat 2000. zbór w Przemkowie skupiał 10 członków.

## Działalność
Siedziba zboru mieści się przy ul. Akacjowej 7 w Przemkowie. Nabożeństwa prowadzone są w niedziele oraz w czwartki. Ponadto raz w tygodniu odbywają się spotkania modlitewne.